# Gauthier II. de Villebéon
Gauthier II. de Villebéon, genannt le Jeune († 1219) war ein Herr von Villebon (Villebéon) und Großkammerherr von Frankreich. Er war ein jüngerer Sohn des Gauthier I. de Villebéon († 1205) und der Aveline de Nemours und gehörte somit zur Familie Le Riche.
Gelegentlich wird Gauthier auch de Nemours genannt, wenngleich dieses mütterliche Erbe sein älterer Bruder Philippe I. übernahm, während er selbst das väterliche Erbe einschließlich des Amts des königlichen Großkammerherrn übernahm. Erstmals wird er an der Seite seines Vaters 1202 urkundlich erwähnt. Verheiratet war er mit Isabella de Mondreville und ihr gemeinsamer Sohn war Adam de Villebéon, der wiederum ihm als Großkammerherr nachfolgte. Den Sohn verheiratete er mit der Zustimmung König Philipps II. August von Frankreich im Jahr 1205 mit einer Tochter des Kämmerers der Normandie. Letztmals wird er im Sommer 1218 urkundlich erwähnt, als ihm der König einige Güter im Vexin schenkte.
Zusammen mit seinem Sohn nahm Gauthier am Kreuzzug von Damiette (Fünfter Kreuzzug) teil. Beide wurden dort im Herbst 1219 von den Sarazenen nach einer Schlacht gefangen genommen. Während Adam bald wieder freikam, blieb Gauthier verschollen, offenbar war er in Gefangenschaft verstorben.